# Skawina
Skawina – miasto w województwie małopolskim, w powiecie krakowskim, siedziba gminy Skawina. Miasto jest położone nad rzeką Skawinką, kilkanaście kilometrów na południowy zachód od centrum sąsiedniego Krakowa. Jest jednym z ośrodków miejskich aglomeracji krakowskiej.
Skawina jest największym miastem regionu (województwo Małopolskie) nie będącym siedzibą powiatu.
Według danych GUS z 30 czerwca 2024 r. miasto liczyło 23 919 mieszkańców. Powierzchnia miasta wynosi 20,50 km².
Było to miasto opactwa benedyktynów tynieckich w powiecie szczyrzyckim województwa krakowskiego w końcu XVI wieku.
W latach 1975–1998 Skawina należała administracyjnie do województwa krakowskiego.

## Położenie
Wschodnia część Skawiny obejmuje Korabniki – dawną wieś służebną dworu krakowskiego. Pozostałością tamtych czasów jest renesansowy, piętrowy dwór-pałac zbudowany w latach 1540–1580 przez Pawła Korytkę.
Powierzchnia miasta wynosi 20,50 km² (1 stycznia 2024).
Skawina leży w dawnej ziemi krakowskiej, stanowiącej część historycznej Małopolski.

## Toponimia

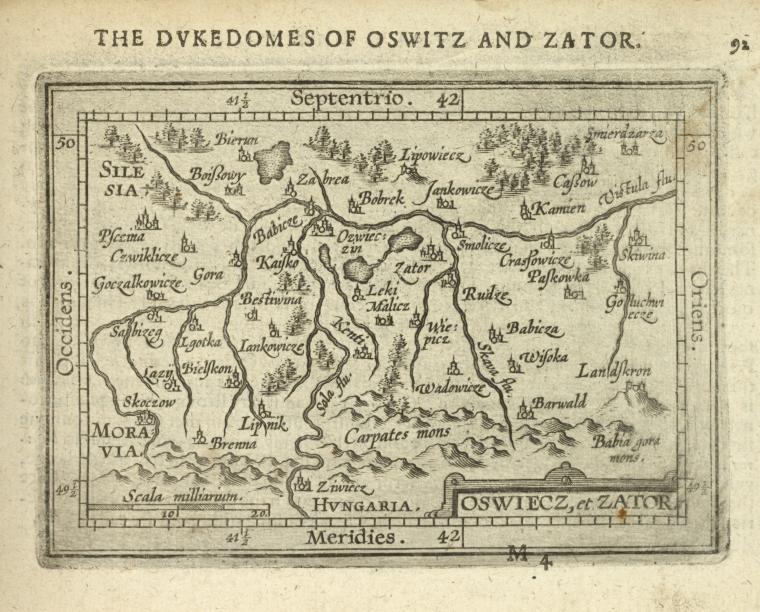
Skawina pisana jako Skiwina na mapie Księstwa Oświęcimskiego i Zatorskiego – mapa Abrahama Orteliusa z 1603 r.

Nazwa miasta pochodzi od nazwy przepływającej przezeń rzeki. Pierwotnie – w latach 1253–1258 – mówiono o niej „Skauina”, po lokacji miasta utrwaliła się nazwa Skawinka. W języku staropolskim słowo „skać” oznaczało „kręcić się”, „toczyć się”, „skartia” zaś – „kręcenie się”, „toczenie się”. Podobne znaczenie miało prasłowiańskie słowo „szkoti”. Natomiast germańskie „skaulon” oznaczało „poruszać się naprzód” lub „pędzić”. Nazwa odpowiada charakterowi rzeki, która wije się licznymi meandrami i ma wartki nurt wzdłuż całego biegu.

## Ochrona środowiska
Według raportu Światowej Organizacji Zdrowia w 2016 roku Skawina została sklasyfikowana na dwunastym miejscu listy najbardziej zanieczyszczonych miast Unii Europejskiej.
Podejmowane działania samorządu gminy w zakresie likwidacji źródeł emisji zanieczyszczeń powietrza przyniosły działania skutkujące tym, że w 2023 r.
- Stężenie pyłów PM 10 przekroczyło 50 µg/m3 jedynie przez 16 dni, podczas gdy przepisy krajowe mówią, że nie może przekraczać tej wartości przez 35 dni. Dla porównania, w 2011 r. liczba epizodów smogowych wyniosła 161 dni, w 2018 r. - 91 a w 2022 r. - 32 dni
- Jeszcze w 2017 roku do ciężkiego alarmowego przekroczenia norm dochodziło przez 19 dni w roku. Przez ostatnie 3 lata jakość powietrza w Skawinie ani razu nie przekroczyła poziomu alarmowego
- Pierwszy raz w historii pomiarów w ciągu roku nie nastąpiło przekroczenie poziomu alarmowego - 150 µg/m3 oraz informowania - 100 µg/m3 dla stanów średniodobowych
- Poziom średnioroczny stężenia pyłów PM10 w 2023 r, wyniósł ok. 20 µg/m3 podczas gdy zgodnie z przepisami krajowymi nie może przekraczać 40µg/m3.

Skawina jest jednym z najbardziej monitorowanych miejsc w Małopolsce w zakresie zanieczyszczeń powietrza  - poza stacją monitoringową Państwowego Monitoringu Środowiska na ul. Ogrody w Skawinie oraz stacją pomiarową samorządu gminnego na terenie Stadionu Miejskiego w Skawinie (stacja mierzy ilość pyłów oraz stężenie w pyle 16 wielopierścieniowych węglowodorów aromatycznych w tym benzo(a)piernu) .
Na terenie miasta jak i całej gminy obowiązuje lokalna uchwała antysmogowa która wprowadziła m.in. 
- Zakaz eksploatacji dla nowych kotłów i ogrzewaczy na węgiel od 1 stycznia 2022 roku i istniejących od 1 stycznia 2030 roku.
- Zaostrzone wymagania dla nowych kotłów na biomasę (emisja pyłu do 20 mg/m³) i nowych kominków (zamknięta komora spalania, automatyczna regulacja) od 1 stycznia 2023 roku.
- Wymiana kotłów pozaklasowych do końca 2022 roku a kotłów 3 i 4 klasy do końca 2026 roku.

Na terenie miasta znajduje się Obszar Natura 2000 Skawiński Obszar Łąkowy. 
We wschodniej części miasta Skawina, w dzielnicy Korabniki, pomiędzy ulicami Graniczną i Łanową znajduje się utworzony 22 marca 2023r. (Dziennik Urzędowy Województwa Małopolskiego rok 2023, poz. 2303) użytek ekologiczny o nazwie „Zimowit na Rzepniku” o powierzchni 1,05 ha. Teren stanowią wilgotne łąki z rzędu Molinietalia, związku Calthion. Stanowisko powstało w celu ochrony rośliny z gatunku zimowit jesienny (Colchicum autumnale) objętej ochroną częściową, rzadko spotykaną w regionie krakowskim.

## Historia

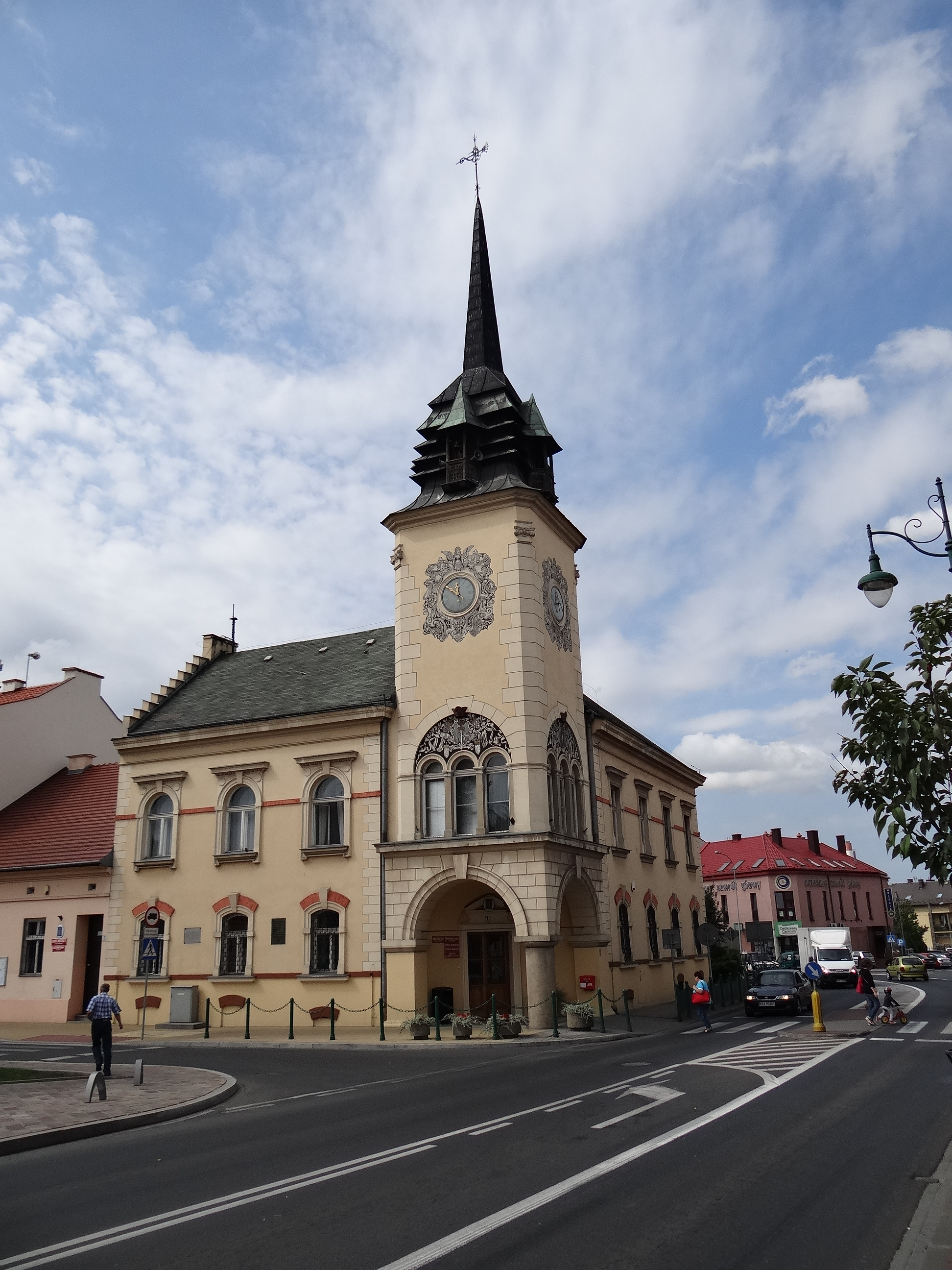
Ratusz w Skawinie

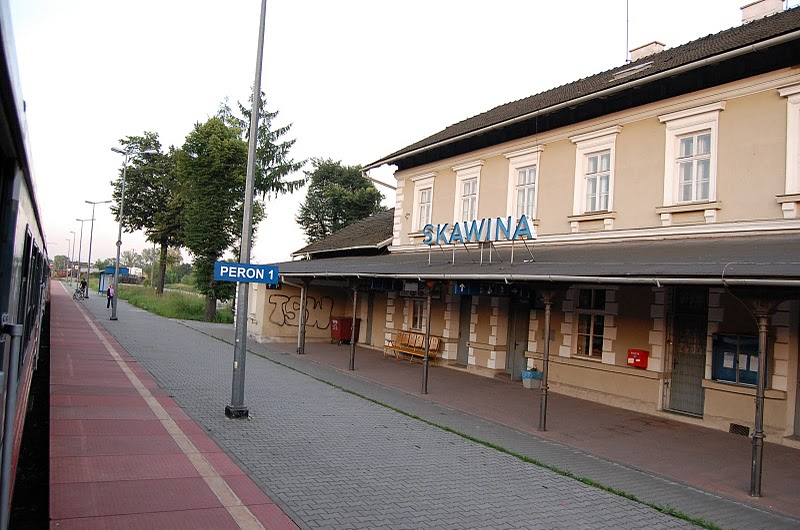
Stacja kolejowa w Skawinie

- 5000 p.n.e. – na tę datę szacuje się pierwsze ślady osadnictwa odkryte w okolicach Skawiny.
- 1229 – pierwsza wzmianka o Babicach i Pisarach.

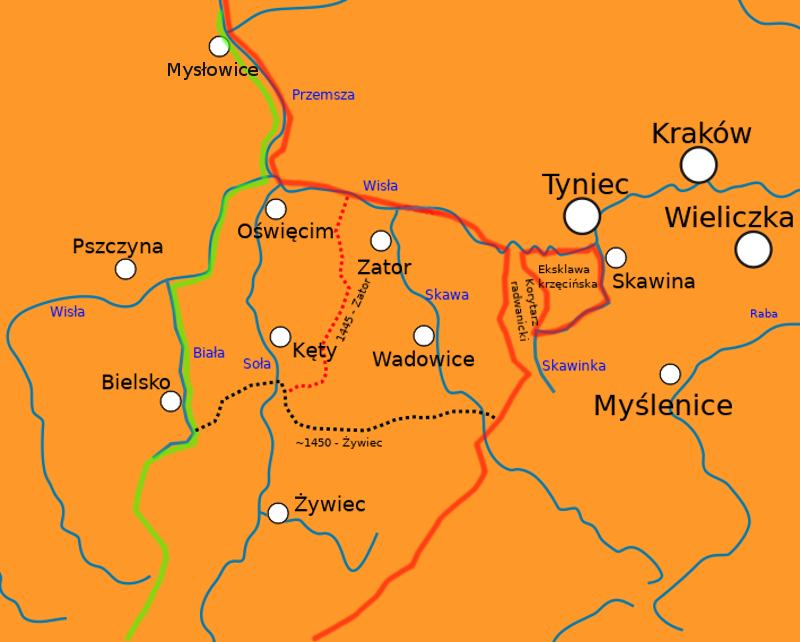
Skawina jako miasto graniczne w późnym średniowieczu

- 1364 – decyzją króla Kazimierza Wielkiego na terenie miejscowości: Pisary, Babice Nowe i Babice Stare zostało założone miasto Skawina (akt erekcyjny z dnia 22 maja). W listopadzie tego samego roku wydano akt prawny dotyczący budowy w Skawinie kościoła parafialnego (z przylegającą do niego pierwszą w mieście szkołą) – parcelę pod jego budowę podarował król.
- 1471 – opat tyniecki Maciej Skawinka założył w Skawinie szpital (przytułek dla chorych i ubogich), który funkcjonował z przerwami do końca XIX wieku.
- 1493 – najstarszy widok Skawiny w dziele Hartmanna Schedla Liber cronicarum (Kronika świata) wydanym w Norymberdze – w widoku Krakowa znajduje się fragment, który według prof. J. Mitkowskiego przedstawia Skawinę.
- 1500–1600 – powstały pierwsze cechy skawińskie.
- 1651–52 – w Skawinie miała miejsce wielka zaraza, w ciągu dwóch lat liczba mieszkańców zmniejszyła się o ponad połowę.
- 1655 – spalenie Skawiny przez Szwedów (podczas oblężenia Krakowa), zniszczenie m.in. zamku kazimierzowskiego.
- 1683 – miasto było punktem zbornym husarii polskiej, udającej się pod Wiedeń. Przegląd wojsk na rynku skawińskim przez króla Jana III Sobieskiego.
- 1772 – Skawina znalazła się w granicach zaboru austriackiego.
- 1802 – powstał cmentarz parafialny w Skawinie.
- 1815 – wielki pożar miasta (zniszczeniu uległ kazimierzowski kościół parafialny – odbudowano go dopiero w 1826 r.).
- 1816 – kasata klasztoru tynieckiego – Skawina weszła w skład dóbr cesarskich.
- 1831 – epidemia cholery w Skawinie.
- 1873 – kolejna epidemia cholery (w ciągu pięciu dni umarło 300 mieszkańców).
- 1878 – w Skawinie powstała Ochotnicza Straż Pożarna.
- 1884–86 – budowa linii kolejowej.
- 1886 – początki skawińskiego urzędu pocztowego (dotychczas korespondencja przesyłana była przez stację poczty konnej w Mogilanach).
- 1895 – wybudowano Browar Parowy w Skawinie (prowadził działalność do 1915 r.).
- 1896 – założono gniazdo Towarzystwa Gimnastycznego „Sokół” w Skawinie (1904–1906 budowa siedziby „Sokoła” na terenie ruin zamku kazimierzowskiego).
- 1900 – wybudowano rafinerię nafty (zakład ten prowadził produkcję w latach 1922–1932).
- 1909 – powstała skawińska Spółdzielnia Rolniczo-Handlowa „Rola”.
- 1910 – powstał Związek Niewiast Katolickich w Skawinie pod przewodnictwem Zofii Mrozowickiej[8].
- 1910 – powstała Fabryka Środków Kawowych Henryka Francka i Synów SA[9].
- 1914 – wymarsz drużyny (ponad 25 osób) skawińskich Sokołów do Legionów (21 sierpnia).
- 1918 – miasto oswobodzono spod panowania austriackiego.
- 1922 – powstał Klub Sportowy „Skawinka”.
- 1939 – rozpoczęto budowę huty aluminium (otwartej w 1954 r.).
- 1942 – wywiezienie skawińskich Żydów do obozu zagłady w Bełżcu (29 sierpnia).
- 1945 – do Skawiny wkroczyły oddziały 60. Armii I Frontu Ukraińskiego Armii Czerwonej (23 stycznia)[10].
- 1947 – założenie Powszechnej Spółdzielni Spożywców w Skawinie.
- 1951–1962 – powstało wiele nowych zakładów przemysłowych w Skawinie, m.in. Elektrownia Skawina. Skawina staje się drugim co do wielkości miastem w województwie krakowskim[potrzebny przypis].
- 1980 – oddanie do użytku Hali Widowiskowo-Sportowej w Skawinie.
- 1981 – zamknięcie Wydziału Elektrolizy Huty Aluminium w Skawinie.
- 2000 – honorowe obywatelstwo Miasta Skawina otrzymał bp. Kazimierz Nycz
- 2002 – papież Jan Paweł II podczas kolejnej pielgrzymki po Ojczyźnie zatrzymał się w Skawinie i pobłogosławił miasto, jak również parafie pw. św. Szymona i Judy Tadeusza oraz Miłosierdzia Bożego w Skawinie.
- 2014 – Powstanie parku technologicznego na terenie Skawiny[11].

## Zabytki
Obiekty wpisane do rejestru zabytków nieruchomych województwa małopolskiego.
- Historyczny układ urbanistyczny;
- kościół pw. św. Szymona i św. Judy, cmentarz przykościelny, figura MB Niepokalanie Poczętej, ogrodzenie, drzewostan;
- kościół filialny pw. Nawiedzenia NPM;
- bożnica ul. Kazimierza Wielkiego;
- zespół dworski, ul. Wyspiańskiego 1: dwór, spichlerz, stodoła, młyn, stajnie, park ze stawami;
- ratusz;
- zespół stacji kolejowej: dworzec, budynek mieszkalny, dawny dom dróżnika;
- dom z dwoma oficynami ul. Konopnickiej 2;
- budynek Towarzystwa Gimnastycznego „Sokół”, park miejski;
- dom Rynek 17 z podworcem;
- dom Rynek 18 z oficyną boczną;
- dom Rynek 20.

## Demografia

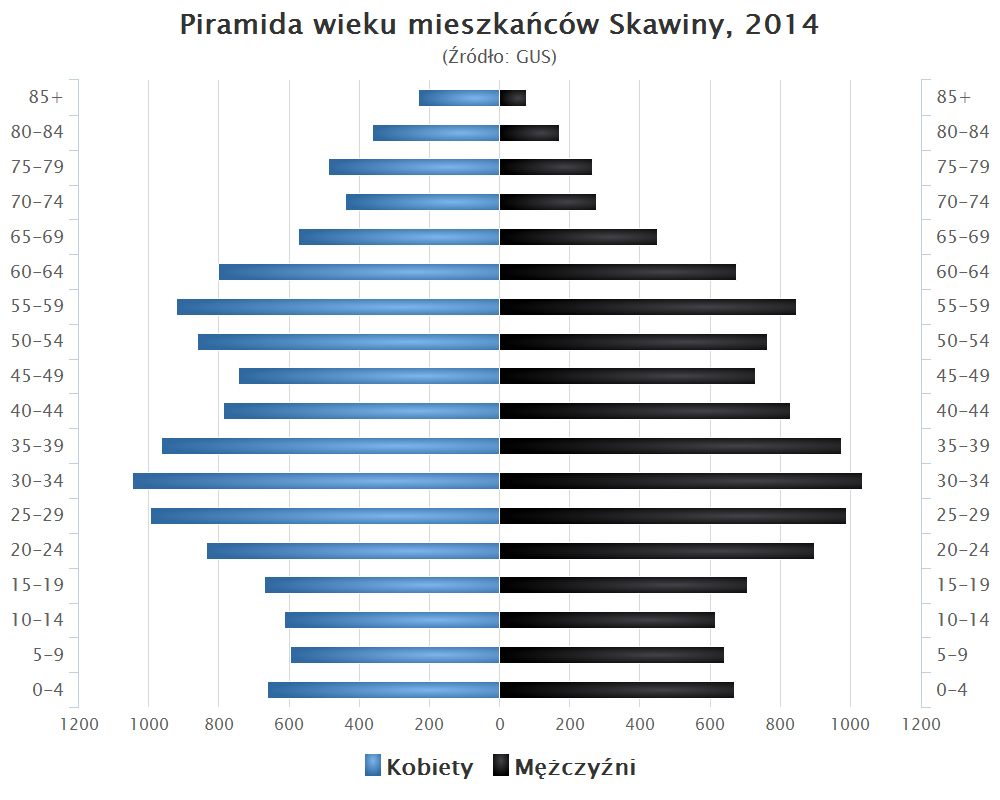
Piramida wieku mieszkańców Skawiny w 2014 roku

## Gospodarka
Największe zakłady przemysłowe:
- Elektrownia Skawina

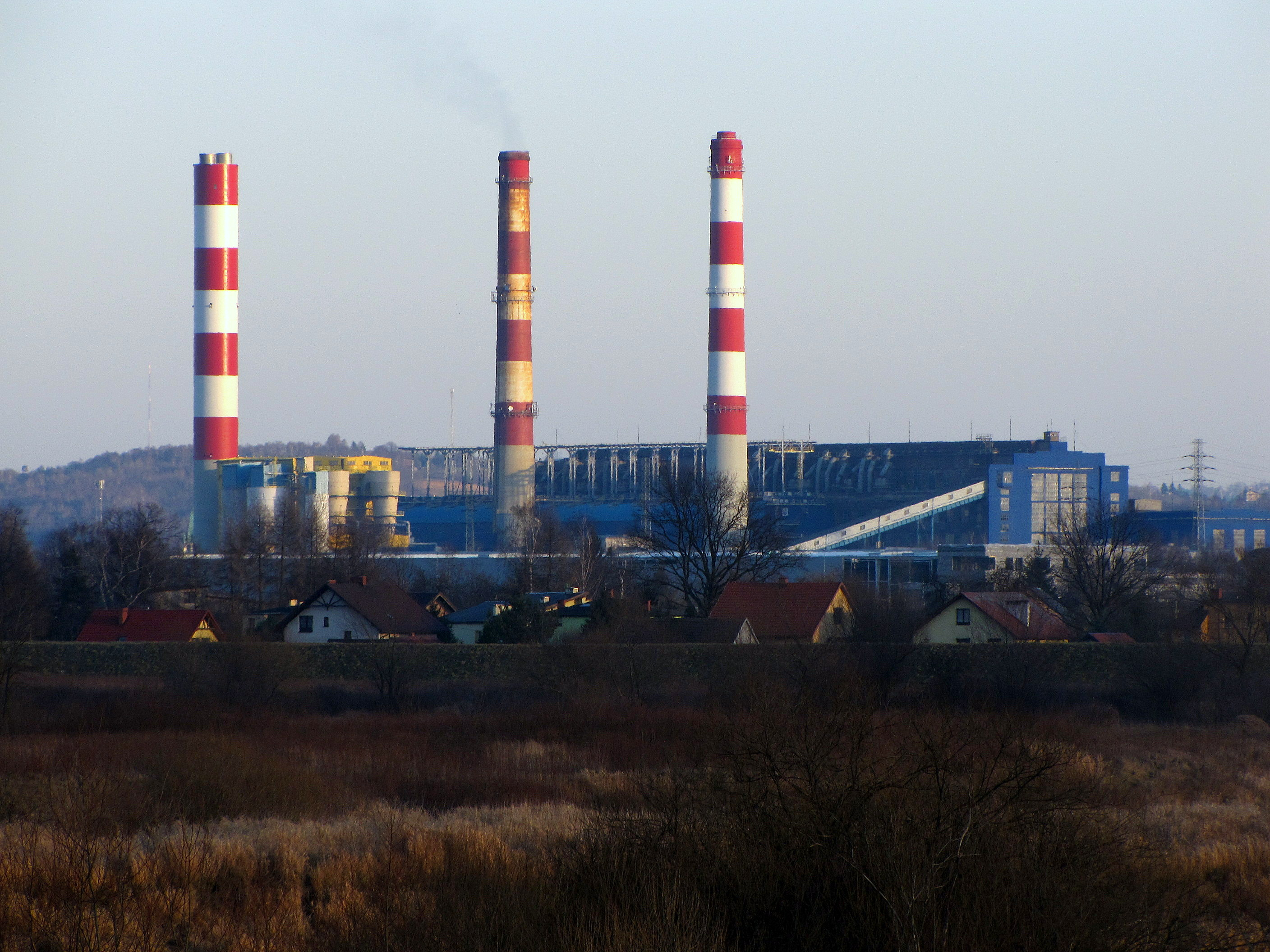
Elektrownia Skawina

- „Grana” sp. z o.o. (dawniej Biogran GmbH) – producent rozpuszczalnej kawy zbożowej Inka
- Lajkonik Snacks S.A. – fabryka produkująca między innymi paluszki Lajkonik
- NPA Skawina (Nowoczesne Produkty Aluminiowe Skawina) (dawniej Huta Aluminium Skawina), oddział Grupy Boryszew
- Nicromet – producent stopów aluminiowych
- Valeo – producent podzespołów samochodowych
- TeamTechnik Production Technology - linie montażowe i testowe[14]
- Bahlsen – producent słodyczy
- Vesuvius – materiały ogniotrwałe
- Frezwid – jeden z najnowocześniejszych zakładów w Europie produkujących frezy i piły
- Ferro S.A. – producent i hurtownik armatury łazienkowej[15]
- Panatoni Europe – magazyny (powstałe po likwidacji Mix Electronics)

## Infrastruktura i transport
- Przez Skawinę przebiega droga DK44, która jest także obwodnicą Skawiny oraz zaczyna swój bieg droga DW953.
- W centrum Skawiny znajduje się dworzec kolejowy Skawina przy linii kolejowej 94 Kraków Płaszów-Oświęcim oraz na dworcu zaczyna swój bieg linia 97 Skawina-Żywiec.
- W zachodniej części miasta na linii kolejowej 94 znajdują się stacje kolejowe Skawina Zachodnia oraz Podbory Skawińskie, a we wschodniej przystanek kolejowy Skawina Jagielnia.
- Miasto jest obsługiwane przez linie autobusowe MPK Kraków oraz komunikację gminną.[16]
- Przez Skawinę przebiega linia Szybkiej Kolei Aglomeracyjnej SKA2[17] (Kraków Główny - Skawina - Podbory Skawińskie - Oświęcim)

## Kultura

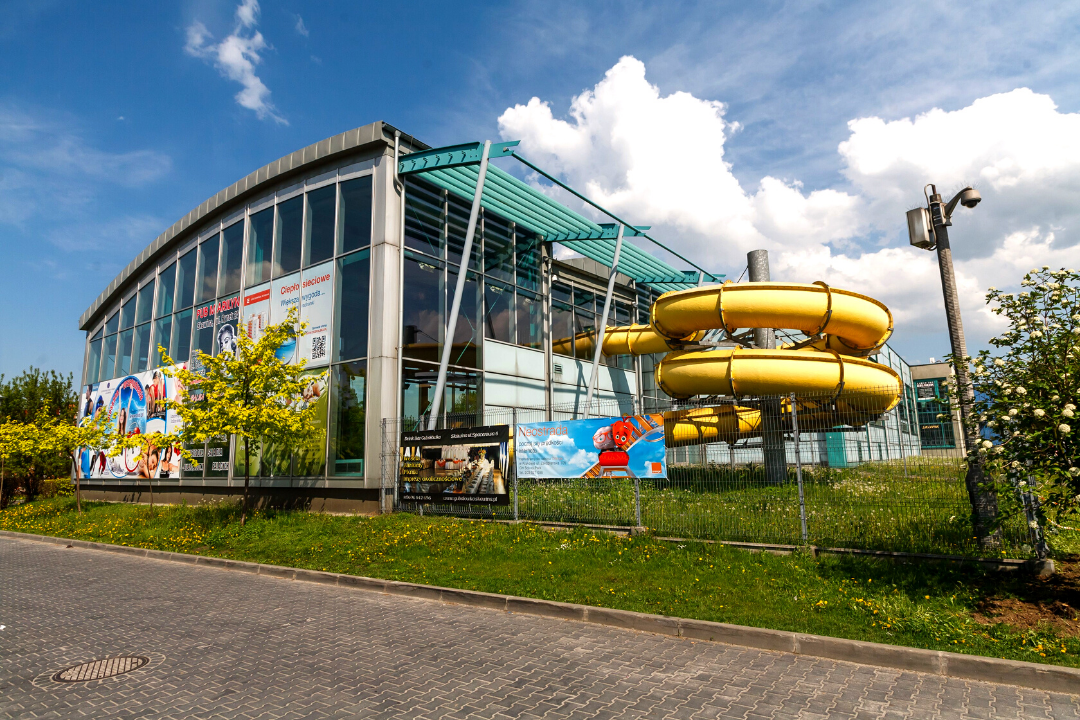
Basen Camena

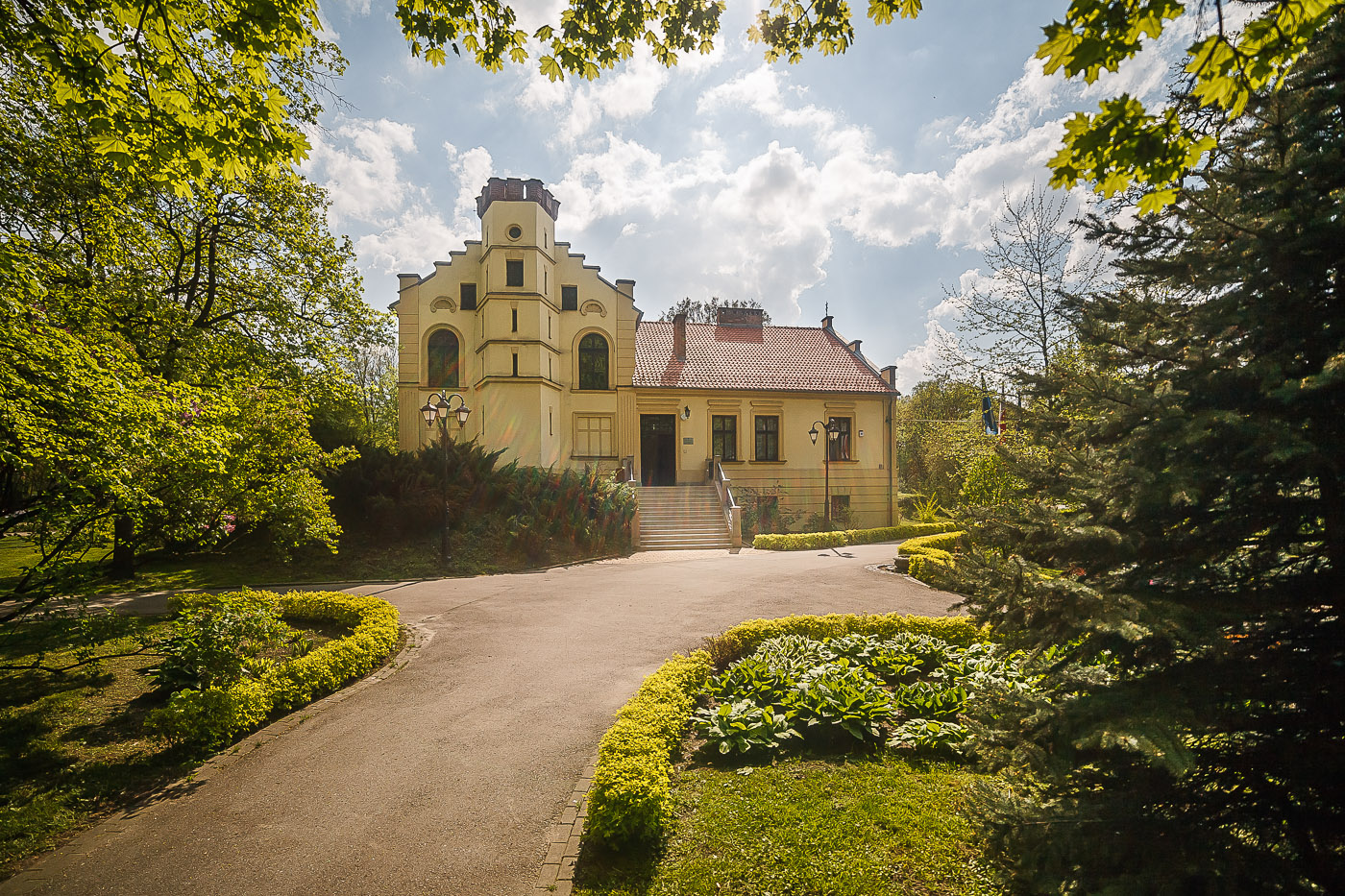
Pałacyk „Sokół”

### Centrum Kultury i Sportu
Centrum Kultury i Sportu w Skawinie to samorządowa instytucja kultury w Skawinie, która powstała w 1992 roku. Główna siedziba CKiS mieści się przy ulicy Żwirki i Wigury 11. Centrum prowadzi działalność kulturalną, sportową, rekreacyjną i turystyczną na terenie i na rzecz mieszkańców gminy Skawina. Ponadto Centrum administruje obiektami: pałacykiem „Sokół”, halą widowiskowo-sportową, ośrodkiem kulturalno-rekreacyjnym „Gubałówka”, dworem ludwikowskim, dwoma boiskami Orlik 2012 oraz stadionem miejskim.

### Teatr Tańca „IKA”

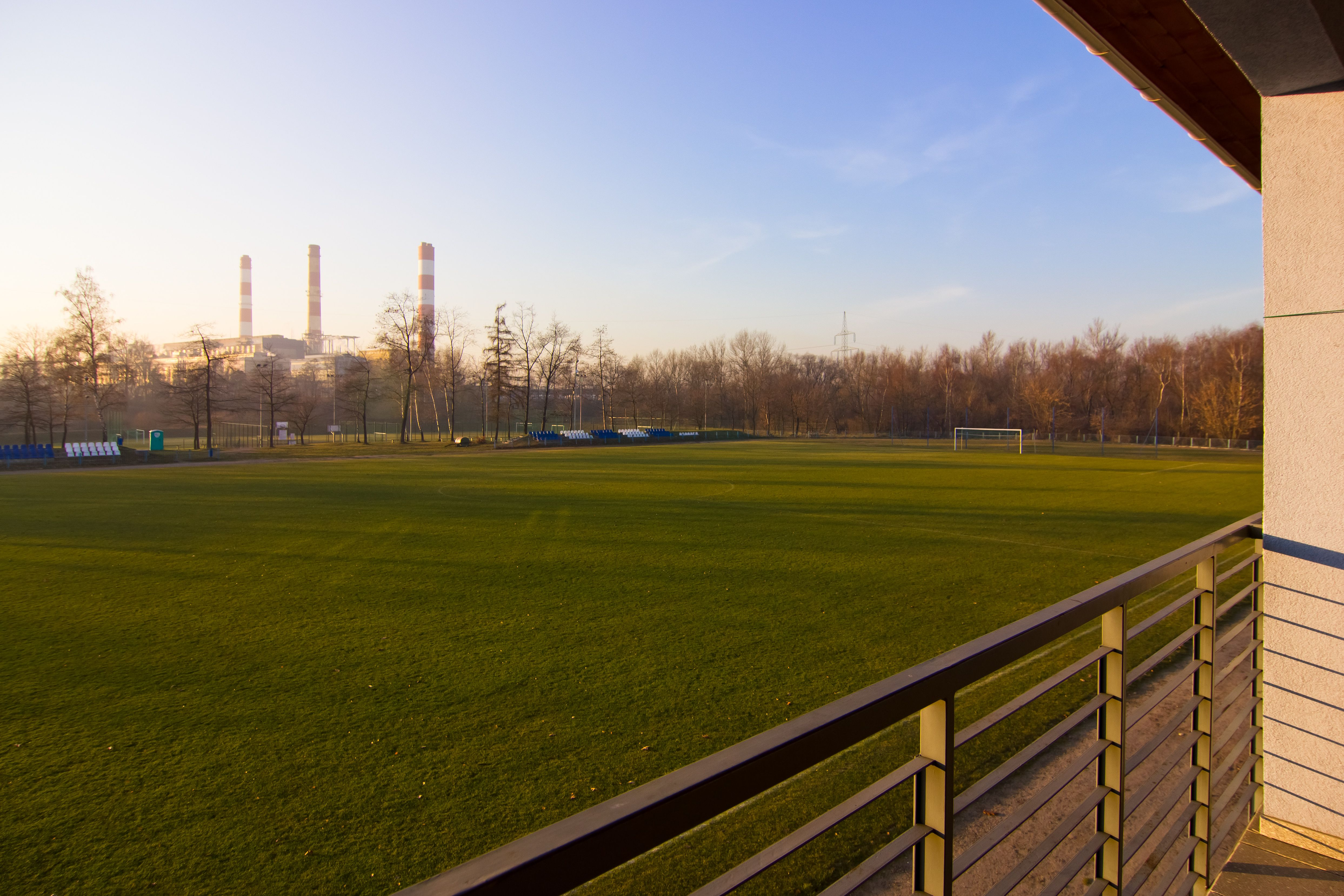
Stadion Miejski w Skawinie

Istniejący od 1992 r. zespół tańca nowoczesnego prowadzony przez instruktorkę tańca Monikę Fliszewską. W ciągu 8 lat istnienia IKA zaprezentowała dwadzieścia układów tanecznych występując podczas imprez wojewódzkich, ogólnopolskich, a także za granicą (Hurth). Zespół był trzykrotnie wyróżniany do udziału w Konińskim Festiwalu Piosenki i Tańca. Za układ „Amadeusz” prezentowany podczas Ogólnopolskiego Konkursu „Odkrywamy talenty” w ramach Festiwalu „Tęczowy Music Box” zespołowi przyznano „Brązową Półnutkę”. W 2000 r. zespół otrzymał aż trzy pierwsze nagrody na:
- Małopolskim Festiwalu Dziecięcych Form Tanecznych i Muzycznych Skawina 2000,
- Międzywojewódzkich Spotkaniach Tanecznych Olkusz 2000,
- VI Ogólnopolskich Konfrontacjach Zespołów Tanecznych Małopolskich 2000.

### Folklor

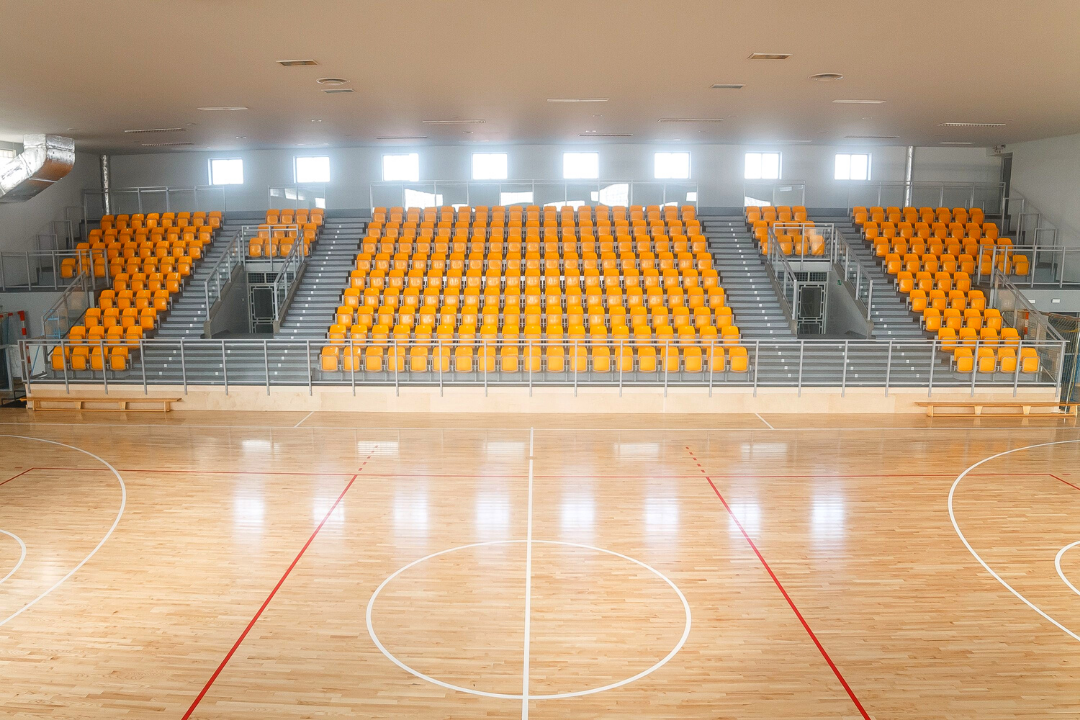
Wnętrze Hali Widowiskowo-Sportowej w Skawinie

Na wyjątkowość skawińskiego folkloru, poza skrzętnie kultywowanymi obrzędami, składa się oryginalny strój ludowy. Zachowało się niewiele zdjęć i eksponatów pozwalających na jego całkowitą identyfikację. W miarę dokładny opis tego stroju można odnaleźć w dziele Oskara Kolberga z 1871 r. pt. „Lud”. Podaje on tam, że Skawinianki okręcały głowę długim płótnem, które puszczało się na ramiona, gorset miały jasnoniebieski, spódnicę zieloną obszytą na dole taśmami, fartuch w różnych kolorach, a szal (tzw. rantuch) uzupełniał całość stroju. Mężczyźni natomiast sposobem ubierania byli najbardziej zbliżeni do włościan. Nosili granatowe kapoty, haftowane kaftany zwykle zielonego koloru, czapki obszyte wąskim barankiem (czarnym lub popielatym) i nie opasywali się pasami. Po klęsce powstania styczniowego rozpowszechnił się wśród skawińskich kobiet specjalny strój żałobny, mający odzwierciedlać smutek i żałobę. Skawina była ośrodkiem hafciarskim – zachowały się jeszcze gdzieniegdzie elementy tam wykonanych strojów ludowych. W Muzeum Etnograficznym w Krakowie można z kolei podziwiać słynne niegdyś skawińskie meble, a zwłaszcza pięknie malowane skrzynie.

#### Zwyczaje i obrzędy skawińskie
Dzięki długoletniej działalności archiwistycznej Towarzystwa Przyjaciół Skawiny zachowało się wiele przekazów dotyczących nieznanych już być może skawińskich zwyczajów i obrzędów. Gdy kończył się np. karnawał i nadchodziły dni zapustne, mający poczucie humoru Skawinianie przebierali się za Żydów, Cyganów, kramarzy, kominiarzy, mężczyźni za kobiety, a kobiety za mężczyzn. Przebierańcy chodzili po domach, gdzie śpiewali żartobliwe piosenki i recytowali zabawne wierszyki, a gospodarze częstowali przybyłych żywnością (czasami nawet i wódką...). W czasie zapustów „chodził” też po Skawinie tzw. „Kantek”. Była to kukła ze słomy, okryta płaszczem, pod którym chował się parobek. Z „Kantkiem” chodzono po domach, gdzie żartowano i śpiewano każąc „Kantkowi” wyczyniać rozmaite sztuczki. Podobno od postaci owego „Kantka” wzięło się przezwisko nadane Skawinianom przez mieszkańców okolicznych wiosek. Chcąc im dokuczyć mówili: „Ty skawiński kojtku!...” Zapustne obrzędy były bardzo popularne jeszcze pod koniec XIX w.
Istnieje zwyczaj, związany z Niedzielą Palmową, noszenia do kościoła specjalnie w tym celu przygotowanych palm: w Skawinie były one robione z gałązek kwiatowych trzcinnika lancetowatego oraz z leszczynowych grubych prętów. Po niedzielnej mszy chłopcy z poszczególnych wiosek spod Skawiny dzielili się, a następnie rozpoczynały się... bójki przy pomocy palm pomiędzy poszczególnymi grupami. Palmy miały do metra długości, szczególnie unikano tych z dużą ilością leszczynowych kijów. W następującą po Niedzieli Palmowej środę z poświęconych już palm robiono krzyżyki, które gospodarze wbijali na polach w każdy obsiany kawałek ziemi. Miało to chronić zbiory przed gradobiciem oraz innymi klęskami. Ostatni krzyżyk przybijano do drzwi domu. Kije z palemek były również wykorzystywane w lany poniedziałek, kiedy to chłopcy chodzili z tzw. „buckami”, czyli właśnie tymi kijami. Chodzili do poszczególnych domów i rzucali kije na ziemię. W zamian za to gospodarz ofiarowywał im drobny poczęstunek.
Wielkim wydarzeniem w życiu Skawiny oraz okolicznych wsi był odpust w Tyńcu (święto Piotra i Pawła) – dniu 29 czerwca. Liczne były kramy z zabawkami, piernikami „całuskami”, młodzież bawiła się na karuzelach. Po mszy świętej hucznie bawiono się, było picie piwa, jedzenie lisieckiej kiełbasy i golkowickich kukiełek. Zwyczaj ten, powstały w XIX w., przetrwał aż do lat 30. XX w. Jesienią, w czasie kopania ziemniaków i „brania” lnu, odbywały się tzw. „tłuki”, polegające na tym, że zamożniejsi gospodarze zapraszali ze wsi kilkanaście albo i więcej osób i wspólnymi siłami wykonywano zaplanowane prace. Być może len był uprawiany przez mieszczan w XIX w. nie tylko dla korzyści, a właśnie jako pretekst do wspólnego spędzania długich i chłodnych jesiennych wieczorów. Dzisiaj kontynuacją dawnych obrzędów pozostają jedynie dożynki, organizowane co roku w innej wsi. W ich trakcie przeprowadzane są np. wybory miss Krakowianki przedszkolaków czy też występy zespołów folklorystycznych.

## Sport
Klub Skawinka Skawina został założony w 1922 roku. Największy sukces klubu to gra w III lidze w sezonach 1978/79 oraz 2002/03. Obecnie klub gra w małopolskiej klasie okręgowej.

## Wspólnoty wyznaniowe

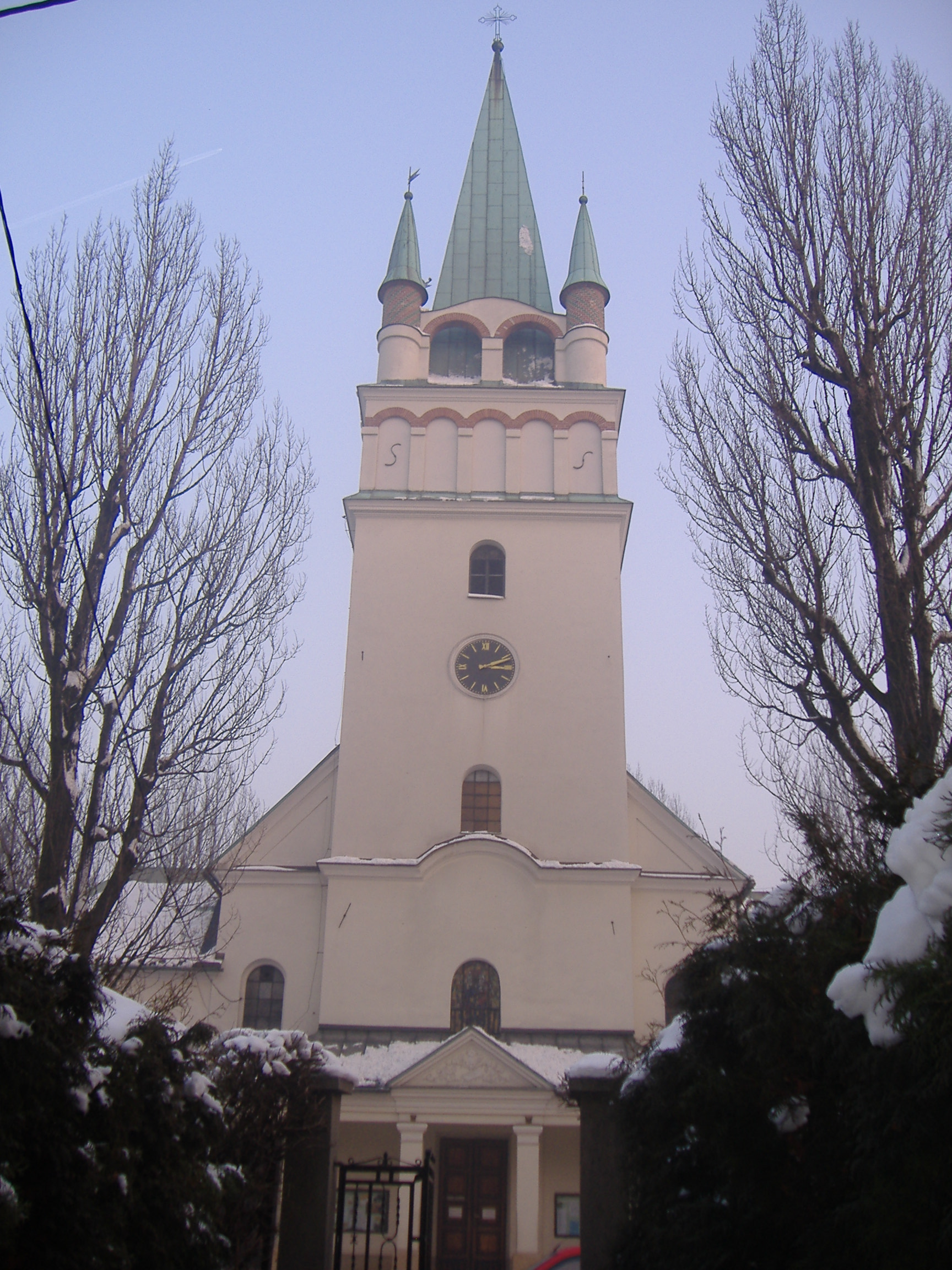
Kościół św. app Szymona i Judy Tadeusza

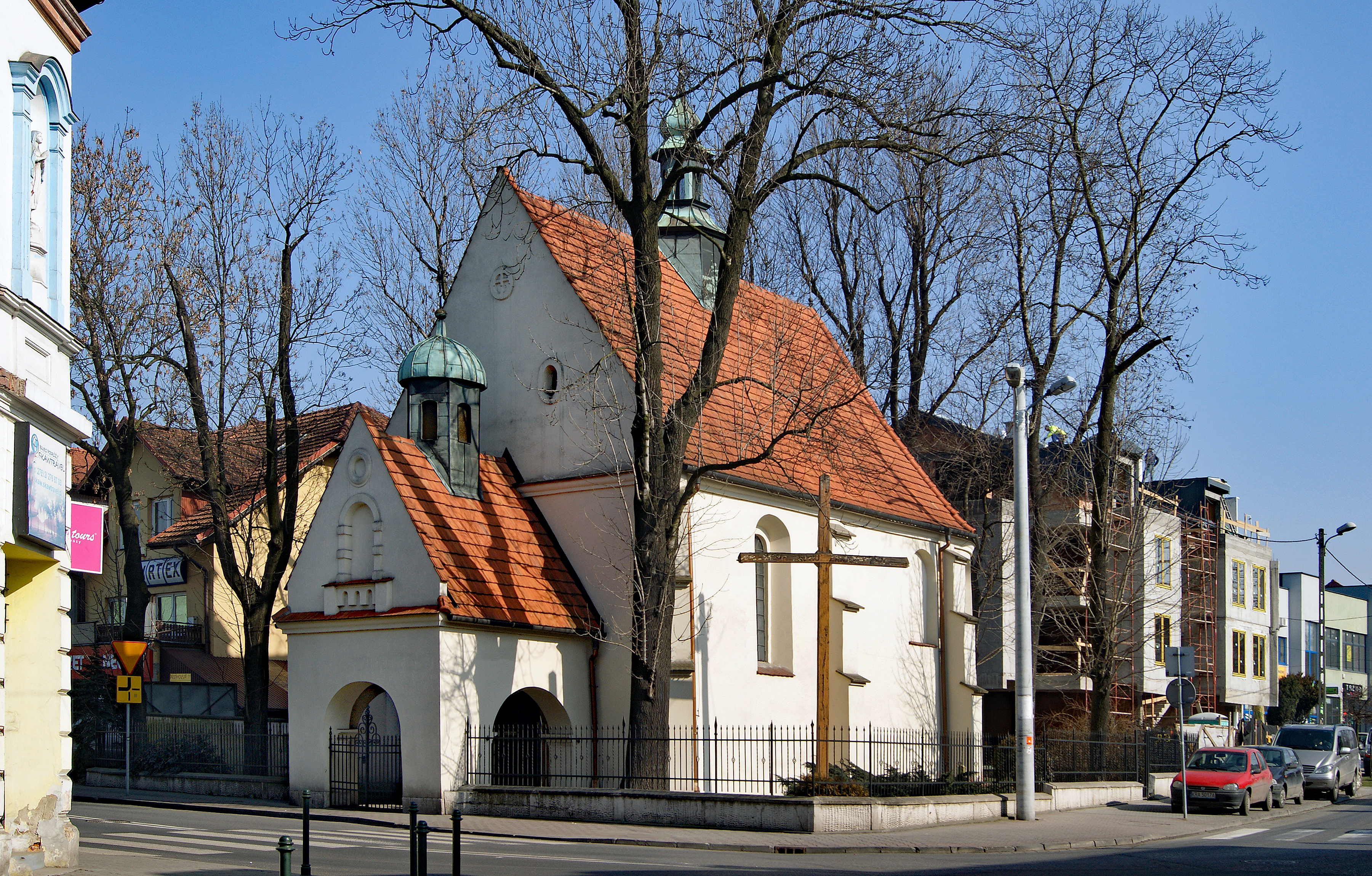
Kościół Nawiedzenia NMP

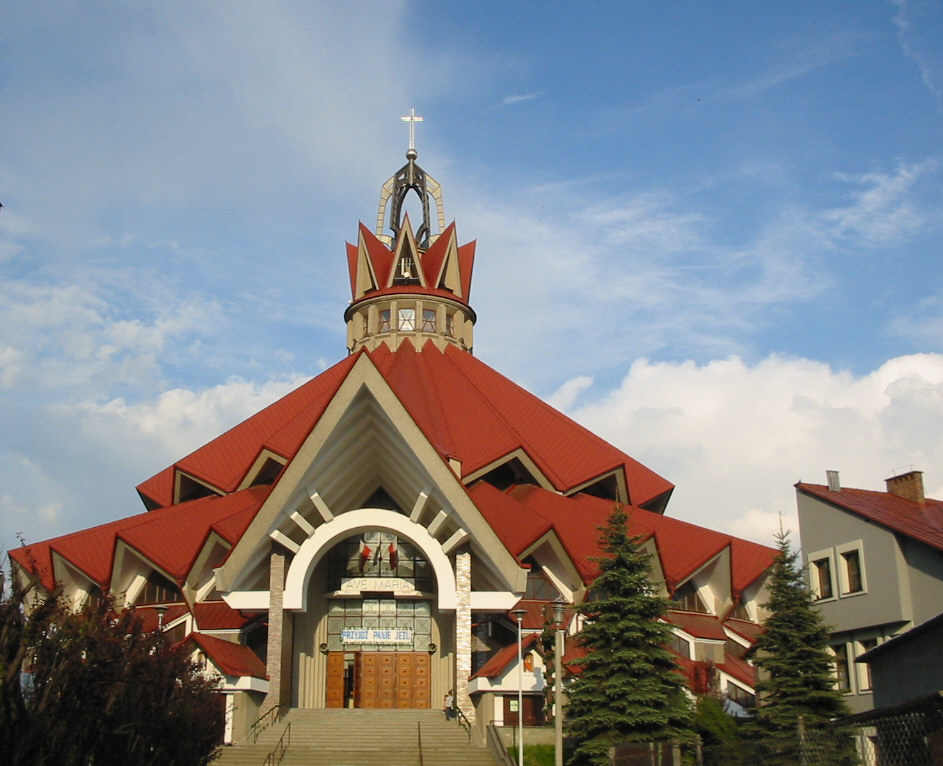
Kościół Miłosierdzia Bożego

### Kościół rzymskokatolicki
- Parafia św. Apostołów Szymona i Judy Tadeusza w Skawinie (Kościół Świętych Apostołów Szymona i Judy Tadeusza)
- Parafia Miłosierdzia Bożego w Skawinie-Ogrodach (Kościół Miłosierdzia Bożego z lat 1982–1995. Ośrodek duszpasterski utworzono w 1979 roku. 14 kwietnia 2007 r. został konsekrowany.)
- Kościół Nawiedzenia Najświętszej Maryi Panny (przez mieszkańców nazywany ''małym kościółkiem'')
- Kościół Krzyża Świętego (nieistniejący drewniany kościół, mieścił się przy drodze do Krakowa i Sidziny w dzielnicy Podlipki)

W 2009 w dzielnicy Korabniki otwarto pierwszy w Polsce dom zakonny Zgromadzenia Sług Miłości – Księży Guanellianów. Mieści się tam kaplica w której odprawiane są Msze święte. Zakon prowadzi również Dom Dziecka.

### Polski Autokefaliczny Kościół Prawosławny
- prawosławne nabożeństwa prowadzone są w rzymskokatolickim Kościele Nawiedzenia Najświętszej Maryi Panny w Skawinie przez duchownych z parafii Zaśnięcia Najświętszej Maryi Panny w Krakowie należącej do Polskiego Autokefalicznego Kościoła Prawosławnego[21].

### Kościół Zielonoświątkowy
- zbór „Syloe”. Budynek kościoła powstał w latach 1987–1996[22]. Mieści się w centrum miasta przy ul. Okrężnej 5[23].

### Świadkowie Jehowy
- zbór Skawina–Południe,
- zbór Skawina–Północ z Salą Królestwa[24]

### Judaizm
Synagoga Chewra Thilim. Położona na rogu ulic Babetty, Kazimierza Wielkiego oraz Estery. Zbudowana w 1894 roku. Zniszczona podczas II wojny światowej. Budynek pozostał, pełni funkcje usługowe.

## Współpraca międzynarodowa
Miasta i gminy partnerskie:
- Thetford  Anglia
- Roztoky  Czechy
- Hürth  Niemcy
- Turčianske Teplice  Słowacja
- Civitanova Marche  Włochy
- Przemyślany  Ukraina
- Holešov  Czechy